# Debye
El debye (símbolo: D) es una unidad de momento dipolar eléctrico. No pertenece al SI ni al Sistema CGS, y es igual a 10-18 statcoulomb centímetro o 3,33564×10−30 culombio metro. Se le dio nombre en honor al físico Peter Debye.
El debye sigue utilizándose en la física atómica y la química. Esto se debe a que los momentos dipolares eléctricos de átomos y moléculas son típicamente del orden de la «unidad atómica de momento dipolar eléctrico» (radio de Bohr por carga elemental), que vale unos 2,54 D, mientras que las unidades del SI son incómodamente grandes a menos que se agreguen prefijos a ambas unidades (e.g., 2,54 D = 8,47 fC·fm).
| 1 D | = 10-18 statC·cm                  |
|     | = 10-10 esu·Å[nota 1]             |
|     | = 1⁄299,792,458×10-21 C·m[nota 2] |
|     | ≈ 3.33564×10-30 C·m               |
|     | ≈ 1.10048498×1023 qPlP            |
|     | ≈ 0.393430307 ea0[nota 3]         |
|     | ≈ 0.20819434 eÅ                   |